# シールド (YMOのアルバム)
『シールド』 (SEALED) は、YMOのベスト・アルバム。1984年12月21日にアルファレコードからリリースされた。
1983年10月19日に「散開」を宣言し、同年12月14日に散開記念アルバム『サーヴィス』をリリースし、12月22日の日本武道館公演を以て散開した同グループの全4枚組のボックス・セットとなっている。
散開までにリリースされた全てのアルバムから選曲されており、アルバムのタイトルには「YMOを封印する」という意味が込められている。
LPは4枚組、CTは4本組で、それぞれ細野晴臣の作品、高橋幸宏の作品、坂本龍一の作品、共作とに分かれている。LPでは通し番号のシールが貼られ、散開1年後における3人のコメントなどを掲載した歌詞カードである「散開記念書」が付属していた。
オリコンチャートでは最高位64位、売り上げ枚数は累計で0.6万枚となった。

## 背景
前作『アフター・サーヴィス』（1984年）リリース後、3月には15日にYMO散開記念写真集『シールド』が発売され、21日には細野が作曲した藤真利子のシングル「危険な眠り」がリリースされ、25日には高橋が参加した劇団スーパー・エキセントリック・シアターのアルバム『THE ART OF NIPPONOMICS』がリリースされた。
4月には5日に映画『A Y.M.O. FILM PROPAGANDA』の試写会がシアターアプルにて行われ、メンバー3人が参加した。なお、この時を最後に1993年4月1日まで、公の場で3人が揃う事は一切なかった。18日に映画『A Y.M.O. FILM PROPAGANDA』が公開され、全国109ヶ所で約4ヶ月の間サーキット公開された。25日には同映画のビデオが発売され、同日には細野が監修した世界初のゲームミュージックのサウンドトラック『ビデオ・ゲーム・ミュージック』、細野が参加したサンディー&ザ・サンセッツのシングル「スティッキー・ミュージック」、高橋と細野が参加した安田成美のアルバム『安田成美』がそれぞれリリースされた。

## 構成
これまでにリリースされた全シングル、アルバムの中から以下の通り選曲されている。
シングル
- 「君に、胸キュン。」 - 「CHAOS PANIC」
- 「過激な淑女」 - シングルA面

アルバム
- 『イエロー・マジック・オーケストラ』（1978年） - 「SIMOON」、「中国女」、「東風」
- 『ソリッド・ステイト・サヴァイヴァー』（1979年） - 「ABSOLUTE EGO DANCE」、「INSOMNIA」、「RYDEEN」、「SOLID STATE SURVIVOR」、「TECHNOPOLIS」、「BEHIND THE MASK」
- 『増殖』（1980年） - 「CITIZENS OF SCIENCE」、「NICE AGE」、「MULTIPLIES」
- 『BGM』（1981年） - 「MASS」、「BALLET」、「CAMOUFLAGE」、「MUSIC PLANS」、「CUE」
- 『テクノデリック』（1981年） - 「GRADATED GREY」、「PURE JAM」、「PROLOGUE」、「EPILOGUE」、「体操」、「KEY」
- 『浮気なぼくら』（1983年） - 「LOTUS LOVE」、「希望の路」、「音楽」、「邂逅」、「君に、胸キュン。」、「FOCUS」
- 『サーヴィス』 - 「THE MADMEN」、「CHINESE WHISPERS」、「PERSPECTIVE」、「SHADOWS ON THE GROUND」、「以心電信」

## リリース
1984年12月21日にアルファレコードから、LP、CTの2形態でリリースされた。
1988年8月10日に初CD化されたが、収録時間の関係で「PROLOGUE」、「EPILOGUE」、「FOCUS」、「SHADOWS ON THE GROUND」、「GRADATED GREY」がカットされている。また、「散開記念書」の再録はなく歌詞カードのみが付属していた。このCD盤では誤植が多く、DISK-1, DISK-2が歌詞カードの記載順（ただしDISK-1、2の表記は無い）と裏ジャケット及びオビでの表記とが異なっていたり、歌詞カードの曲名リストにおいて「PURE JAM」が「PURE JAME」になっていたりする。なお、以下で記されているCD版のDISK-1,2は歌詞カードの記載順である。
1994年8月31日には廉価版としてCD盤のみが再リリースされた。

## 批評
| 専門評論家によるレビュー | 専門評論家によるレビュー |
| レビュー・スコア         | レビュー・スコア         |
| 出典                     | 評価                     |
| ------------------------ | ------------------------ |
| コンパクトYMO            | 肯定的                   |

音楽本『コンパクトYMO』にてライターの田山三樹は、作曲者別に分けられた構成に関して「面白いアイディア」と肯定的に捉えており、「散開記念書」やメンバーからのラスト・メッセージ、北中正和による解説の付属などについて触れ、「『YMOを美しく葬ろう』というメンバーやスタッフのはっきりとしたコンセプトが感じられ、『本当に、好きでした。YMO』と大書きされた帯のコピーがそのまま反映された作りには好感が持てる」と称賛した。CD化の際に付属品などが削除された事に関しては「CD時代になっての再発版はその辺りがなし崩しになっており残念」と指摘しているが、「普通のベスト盤としてはそう悪くはない選曲」と肯定的に評価した。

## チャート成績
オリコンチャートでは最高位64位、登場回数は6回となり、売り上げ枚数は累計で0.6万枚となった。

## 収録曲

### LP・CT版
| 全編曲: YMO。 |                        |                                    |          |
| #             | タイトル               | 作詞                               | 作曲     |
| 1.            | 「SIMOON」             | クリス・モスデル                   | 細野晴臣 |
| 2.            | 「ABSOLUTE EGO DANCE」 |                                    | 細野晴臣 |
| 3.            | 「INSOMNIA」           | クリス・モスデル                   | 細野晴臣 |
| 4.            | 「MASS」               | 細野晴臣／訳詞：ピーター・バラカン | 細野晴臣 |

| #  | タイトル          | 作詞                         | 作曲     |
| -- | ----------------- | ---------------------------- | -------- |
| 5. | 「GRADATED GREY」 | 細野晴臣、ピーター・バラカン | 細野晴臣 |
| 6. | 「CHAOS PANIC」   | 細野晴臣、ピーター・バラカン | 細野晴臣 |
| 7. | 「LOTUS LOVE」    | 細野晴臣                     | 細野晴臣 |
| 8. | 「THE MADMEN」    | 細野晴臣、ピーター・バラカン | 細野晴臣 |

| #  | タイトル                      | 作詞                         | 作曲     |
| -- | ----------------------------- | ---------------------------- | -------- |
| 1. | 「中国女」(LA FEMME CHINOISE) | クリス・モスデル             | 高橋幸宏 |
| 2. | 「RYDEEN」                    |                              | 高橋幸宏 |
| 3. | 「SOLID STATE SURVIVOR」      | クリス・モスデル             | 高橋幸宏 |
| 4. | 「BALLET」                    | 高橋幸宏、ピーター・バラカン | 高橋幸宏 |

| #  | タイトル                   | 作詞                               | 作曲     |
| -- | -------------------------- | ---------------------------------- | -------- |
| 5. | 「PURE JAM」               | 高橋幸宏、ピーター・バラカン       | 高橋幸宏 |
| 6. | 「CAMOUFLAGE」             | 高橋幸宏／訳詞：ピーター・バラカン | 高橋幸宏 |
| 7. | 「希望の路」(EXPECTED WAY) | 高橋幸宏                           | 高橋幸宏 |
| 8. | 「CHINESE WHISPERS」       | 高橋幸宏、ピーター・バラカン       | 高橋幸宏 |

| #  | タイトル                | 作詞                         | 作曲     |
| -- | ----------------------- | ---------------------------- | -------- |
| 1. | 「東風」(TONG POO)      |                              | 坂本龍一 |
| 2. | 「TECHNOPOLIS」         |                              | 坂本龍一 |
| 3. | 「BEHIND THE MASK」     | クリス・モスデル             | 坂本龍一 |
| 4. | 「CITIZENS OF SCIENCE」 | クリス・モスデル             | 坂本龍一 |
| 5. | 「MUSIC PLANS」         | 坂本龍一、ピーター・バラカン | 坂本龍一 |

| #   | タイトル          | 作詞                         | 作曲     |
| --- | ----------------- | ---------------------------- | -------- |
| 6.  | 「PROLOGUE」      |                              | 坂本龍一 |
| 7.  | 「EPILOGUE」      |                              | 坂本龍一 |
| 8.  | 「音楽」(ONGAKU)  | 坂本龍一                     | 坂本龍一 |
| 9.  | 「邂逅」(KAI-KOH) | 坂本龍一                     | 坂本龍一 |
| 10. | 「PERSPECTIVE」   | 坂本龍一、ピーター・バラカン | 坂本龍一 |

| #  | タイトル        | 作詞                                         | 作曲               |
| -- | --------------- | -------------------------------------------- | ------------------ |
| 1. | 「NICE AGE」    | クリス・モスデル                             | 高橋幸宏、坂本龍一 |
| 2. | 「MULTIPLIES」  |                                              | YMO                |
| 3. | 「CUE」         | 高橋幸宏、細野晴臣／訳詞：ピーター・バラカン | 高橋幸宏、細野晴臣 |
| 4. | 「体操」(TAISO) | YMO                                          | YMO                |
| 5. | 「KEY」         | 細野晴臣、ピーター・バラカン                 | 細野晴臣、高橋幸宏 |

| #   | タイトル                                  | 作詞                                   | 作曲               |
| --- | ----------------------------------------- | -------------------------------------- | ------------------ |
| 6.  | 「君に、胸キュン。」(KIMI NI MUNE KYUN)   | 松本隆                                 | YMO                |
| 7.  | 「FOCUS」                                 | 細野晴臣、ピーター・バラカン           | 細野晴臣、高橋幸宏 |
| 8.  | 「過激な淑女」(KAGEKI NA SHUKUJO)         | 松本隆                                 | YMO                |
| 9.  | 「SHADOWS ON THE GROUND」                 | 坂本龍一、高橋幸宏、ピーター・バラカン | 坂本龍一、高橋幸宏 |
| 10. | 「以心電信」(YOU'VE GOT TO HELP YOURSELF) | 細野晴臣、ピーター・バラカン           | 坂本龍一、高橋幸宏 |

### CD版
| 全編曲: YMO。 |                               |                                    |          |
| #             | タイトル                      | 作詞                               | 作曲     |
| 1.            | 「SIMOON」                    | クリス・モスデル                   | 細野晴臣 |
| 2.            | 「ABSOLUTE EGO DANCE」        |                                    | 細野晴臣 |
| 3.            | 「INSOMNIA」                  | クリス・モスデル                   | 細野晴臣 |
| 4.            | 「MASS」                      | 細野晴臣／訳詞：ピーター・バラカン | 細野晴臣 |
| 5.            | 「CHAOS PANIC」               | 細野晴臣、ピーター・バラカン       | 細野晴臣 |
| 6.            | 「LOTUS LOVE」                | 細野晴臣                           | 細野晴臣 |
| 7.            | 「THE MADMEN」                | 細野晴臣、ピーター・バラカン       | 細野晴臣 |
| 8.            | 「中国女」(LA FEMME CHINOISE) | クリス・モスデル                   | 高橋幸宏 |
| 9.            | 「RYDEEN」                    |                                    | 高橋幸宏 |
| 10.           | 「SOLID STATE SURVIVOR」      | クリス・モスデル                   | 高橋幸宏 |
| 11.           | 「BALLET」                    | 高橋幸宏、ピーター・バラカン       | 高橋幸宏 |
| 12.           | 「PURE JAM」                  | 高橋幸宏、ピーター・バラカン       | 高橋幸宏 |
| 13.           | 「CAMOUFLAGE」                | 高橋幸宏／訳詞：ピーター・バラカン | 高橋幸宏 |
| 14.           | 「希望の路」(EXPECTED WAY)    | 高橋幸宏                           | 高橋幸宏 |
| 15.           | 「CHINESE WHISPERS」          | 高橋幸宏、ピーター・バラカン       | 高橋幸宏 |

| #   | タイトル                                  | 作詞                                         | 作曲               |
| --- | ----------------------------------------- | -------------------------------------------- | ------------------ |
| 1.  | 「東風」(TONG POO)                        |                                              | 坂本龍一           |
| 2.  | 「TECHNOPOLIS」                           |                                              | 坂本龍一           |
| 3.  | 「BEHIND THE MASK」                       | クリス・モスデル                             | 坂本龍一           |
| 4.  | 「CITIZENS OF SCIENCE」                   | クリス・モスデル                             | 坂本龍一           |
| 5.  | 「MUSIC PLANS」                           | 坂本龍一、ピーター・バラカン                 | 坂本龍一           |
| 6.  | 「音楽」(ONGAKU)                          | 坂本龍一                                     | 坂本龍一           |
| 7.  | 「邂逅」(KAI-KOH)                         | 坂本龍一                                     | 坂本龍一           |
| 8.  | 「PERSPECTIVE」                           | 坂本龍一、ピーター・バラカン                 | 坂本龍一           |
| 9.  | 「NICE AGE」                              | クリス・モスデル                             | 高橋幸宏、坂本龍一 |
| 10. | 「MULTIPLIES」                            |                                              | YMO                |
| 11. | 「CUE」                                   | 高橋幸宏、細野晴臣／訳詞：ピーター・バラカン | 高橋幸宏、細野晴臣 |
| 12. | 「体操」(TAISO)                           | YMO                                          | YMO                |
| 13. | 「KEY」                                   | 細野晴臣、ピーター・バラカン                 | 細野晴臣、高橋幸宏 |
| 14. | 「君に、胸キュン。」(KIMI NI MUNE KYUN)   | 松本隆                                       | YMO                |
| 15. | 「過激な淑女」(KAGEKI NA SHUKUJO)         | 松本隆                                       | YMO                |
| 16. | 「以心電信」(YOU'VE GOT TO HELP YOURSELF) | 細野晴臣、ピーター・バラカン                 | 坂本龍一、高橋幸宏 |

## リリース履歴
| No. | 日付           | 国名 | レーベル             | 規格  | 規格品番                            | 最高順位 | 備考                                 |
| --- | -------------- | ---- | -------------------- | ----- | ----------------------------------- | -------- | ------------------------------------ |
| 1   | 1984年12月21日 | 日本 | アルファレコード     | LP CT | YLR-80001〜4 (LP) YLC-80001〜4 (CT) | 64位     | LP4枚組、CT4本組                     |
| 2   | 1988年8月10日  | 日本 | アルファレコード     | CD    | 50XA-221〜2                         | 71位     | CD2枚組、LP盤から5曲カットされている |
| 3   | 1994年8月31日  | 日本 | アルファミュージック | CD    | ALCA-9053〜4                        | -        | CD2枚組、LP盤から5曲カットされている |